# Giorni/Ormai
Giorni/Ormai è il 119° singolo di Mina, pubblicato a luglio del 1977 dall'etichetta privata dell'artista PDU e distribuito dalla EMI Italiana.

## Descrizione
Pubblicizzato come singolo "dal doppio lato A" per sottolineare la pari importanza dei brani contenuti, anticipa l'album Mina con bignè pubblicato a ottobre.
Venne ristampato in Francia dalla Pathé (C006 99263).
Ottiene un modesto successo; comunque arriva nella Top Ten settimanale (9º posto) e sarà il 44° singolo più venduto del 1977.
- Giorni
Inserito in un singolo fuori commercio per jukebox (PDU PA JB 142), sull'altra facciata il brano di un cantante diverso,[5] è presente nella raccolta del 1998 Mina Studio Collection.

Arrangiamento e direzione d'orchestra dell'autore: Shel Shapiro.
Nel 1979 Ajda Pekkan ha pubblicato nel suo album Süper Star 2 una cover della canzone, il cui titolo in lingua turca è Ya Sonra.
- Ormai
Si trova anche nelle raccolte Platinum Collection 2 (2006) e The Collection 3.0 (2015).[6]

Arrangiamento e direzione d'orchestra: Rodolfo Grieco.

## Tracce
Edizioni musicali PDU/Shesha.
Lato A
1. Giorni – 4:35 (testo: Luigi Albertelli – musica: Shel Shapiro) – La durata del brano riportata su LP e CD è 4:50

Lato B
1. Ormai – 4:08 (Andrea Lo Vecchio)